# Noy
Le Noy (hébreu : נוי) fut un parti politique israélien éphémère, créé par David Tal.

## Histoire
Le Noy fut créé par le représentant haredi à la Knesset David Tal, le 23 mai 2005. David Tal était auparavant membre d'Une Nation, qui était sur le point de fusionner au sein du Parti travailliste, fusion à laquelle David Tal était opposé.
Le 23 novembre 2005, le parti fut dissous lorsque David Tal intégra le nouveau parti Kadima d'Ariel Sharon
.